# Hercostomus tenebricosus
Hercostomus tenebricosus är en tvåvingeart som beskrevs av Vaillant 1973. Hercostomus tenebricosus ingår i släktet Hercostomus och familjen styltflugor. Inga underarter finns listade i Catalogue of Life.